# Nikšić (município)
Nikšic é um município de Montenegro. Sua capital é a vila de Nikšić.

## Demografia
De acordo com o censo de 2003 a população do município era composta de:
- Montenegrinos (62,50%)
- Sérvios (26,65%)
- Muçulmanos por nacionalidade (0,96%)
- Bósnios (0,23%)
- Croatas (0,18%)
- Albaneses (0,04%)
- outros (1,42%)
- não declarados (8,01%)